# Пимонов, Антон Александрович
Антон Александрович Пи́монов (род. 27 ноября 1980, Волгоград) — российский танцовщик и хореограф, солист балета Мариинского театра, руководитель балетной труппы Пермского академического театра оперы и балета им. П. И. Чайковского с 2020 по 2023 годы. Лауреат театральной премии «Золотая Маска» (2017).

## Биография
Родился 27 ноября 1980 года в Волгограде. В 1999 году окончил Академию Русского балета им. А. Я. Вагановой по классу Юрия Умрихина, после чего был принят в труппу Мариинского театра. Танцевал сольные партии в спектаклях, участвовал в проектах «Диана Вишнёва: красота в движении» и «Диана Вишнёва: диалоги».
В 2012 году дебютировал в качестве хореографа. В 2013 году в «Творческой мастерской молодых хореографов» Мариинского театра представил балет «Хореографическая игра 3x3» на музыку Пиксиса, вошедший в репертуар театра.
Антон Пимонов очаровал миниатюрой «Хореографическая игра 3х3» на музыку Пиксиса, в которой задорно и остроумно обыграл всевозможные танцевальные рифмы. Легкость замысла, точность воплощения, иронически-почтительное отношение к классике как к основе профессионального бытия принесли номеру Пимонова самое горячее зрительское признание и лестные похвалы профессионаловОльга Федорченко. (Газета «Коммерсантъ», 12.03.2013)
В 2017—2020 был заместителем художественного руководителя «Урал-балета» Вячеслава Самодурова. Поставил для екатеринбургской труппы балет Brahms Party на музыку Брамса (номинация на премию «Золотая Маска» 2020 года) и совместно с Вячеславом Самодуровым ведет работу над премьерой балета «Конек-горбунок» (премьера весны 2021).
С сезона 2020/2021 по сезон 2022/2023— руководитель балетной труппы Пермского театра оперы и балета имени П. И. Чайковского
Член жюри XVI конкурса артистов балета «Арабеск-2020».

## Творчество

### Репертуар
За время работы в Мариинском театре исполнял сольные партии в балетах Мариуса Петипа в редакции Константина Сергеева «Спящая красавица» (фея Карабос), «Раймонда» (вариация); балете Александра Горского «Дон Кихот» (Гамаш); спектаклях Леонида Якобсона «Шурале» (Шурале) и «Спартак» (Танец этрусков); балетах Джорджа Баланчина «Блудный сын» (друг Блудного сына), «Симфония до мажор» (III. Allegro vivace), «Драгоценности» («Рубины»), «Тема с вариациями», «Четыре темперамента» (Флегматик), «Фортепианный концерт № 2» (Ballet Imperial), «Шотландская симфония»; балетах Уильяма Форсайта («Там, где висят золотые вишни», Approximate Sonata, Steptext); балетах Алексея Ратманского «Конек-Горбунок» (Цыганский танец), «Золушка» (Лето), Concerto DSCH, балетах Кирилла Симонова Come in!, «Щелкунчик» (Рекрут, Петрушка, Испанский танец), «Принцесса Пирлипат, или Наказанное благородство» (Испанский крысиный танец), «Стеклянное сердце» (Садовник).
Был исполнителем российских премьер балетов Брониславы Нижинской, Кеннета Макмиллана, Джона Ноймайера, Анжелена Прельжокажа и первым исполнителем партий в балетах Алексея Ратманского, Пьера Лакотта, Алексея Мирошниченко, Кирилла Симонова, Никиты Дмитриевского, Ноа Д. Гелбера.

### Постановки
- «Хореографическая игра 3x3» на музыку И. П. Пиксиса (Мариинский театр, Санкт-Петербург, 2013)
- «Иберия» на музыку К. Дебюсси (Театр балета им. Л. Якобсона, Санкт-Петербург, 2013)
- «В темпе снов» на музыку С. Прокофьева (Театр балета им. Л. Якобсона, Санкт-Петербург, 2013)[6]
- «Ромео и Джульетта» С. Прокофьева (Театр балета им. Л. Якобсона, Санкт-Петербург, 2014)[7]
- Inside the lines на музыку М. Равеля (Мариинский театр, Санкт-Петербург, 2014)
- «Бемби» на музыку А. Головина (Мариинский театр, Санкт-Петербург, 2015)
- «В джунглях» на музыку А. Локшина (Мариинский театр, Санкт-Петербург, 2015)
- «Луна напротив» на музыку Д. Адамса («Балет Москва», 2016)
- «Скрипичный концерт № 2» на музыку С. Прокофьева (Мариинский театр, Санкт-Петербург, 2016)[8]
- «Концертные танцы» на музыку И. Стравинского (Пермское хореографическое училище, 2016)
- Marimba Dances на музыку А. Рабиновича-Бараковского (Баварский балет, Мюнхен, 2017)
- «Кот на дереве» на музыку Н. Мьюли и Т. Лассена (Мариинский театр, Санкт-Петербург, 2017)
- «Обручение ради смеха» на музыку Ф. Пуленка (Большой театр, Москва, 2018)
- «Любовные песни» на музыку Иоганнеса Брамса (Урал Опера, Екатеринбург, 2018)
- Brahms Party на музыку Иоганнеса Брамса (Урал Балет, Екатеринбург, 2019)
- Made in Bolshoi на музыку А. Королёва (Большой театр, Москва, декабрь 2020)

## Звания и награды
В 2017 году был удостоен Национальной театральной премии «Золотая Маска» за постановку балета «Скрипичный концерт № 2» на музыку Прокофьева (Мариинский театр).
«Скрипичный концерт № 2» — балет строгого стиля. Его приметы — обращение к позировкам менуэта (прародителя классического танца), любование замысловатым орнаментом, использование самых простых рисунков (например, построение кордебалета в две колонны) только в особых случаях. Сюжет балета — мышечный жим, преодоление, томление: на первых же тактах Пимонов ставит grand plié — глубокое медленное приседание по выворотной позиции, движение, с которого начинается ежедневный балетный урок, — и заставляет распробовать его как нечто доселе невиданное. Каждый поворот головы и взгляд глаза в глаза выверен с гомеопатической точностью. Паузы работают как продолжение движенияСофья Дымова. (Colta.ru, 14.07.2016)